# Dasychira perinetensis
Dasychira perinetensis är en fjärilsart som beskrevs av Collenette 1959. Dasychira perinetensis ingår i släktet Dasychira och familjen tofsspinnare. Inga underarter finns listade i Catalogue of Life.